# Luís Maristany de Trias
Luís Maristany de Trias (Barcelona, 1885 — Porto Alegre, Brasil, 1964) foi um pintor, desenhista e professor ativo na América do Sul no início do século XX.
Estudou em Barcelona na Escola de Belas Artes, e mais tarde foi discípulo de Pedro Borel. Ganhou seu primeiro prêmio aos 17 anos, no Salão de Belas Artes de Barcelona, que lhe proporcionou um ano de estudos na França.
Transferiu-se em seguida para a América do Sul, tendo viajado extensamente pela Argentina, Uruguai, Paraguai e Chile, registrando em pinturas e desenhos as suas impressões. Durante esse período retornou várias vezes à Europa. Fixando-se no Rio Grande do Sul a partir de 1922, retratou as docas do Guaíba, as ruas e os arredores de Porto Alegre. Depois de naturalizar-se brasileiro, em 1938, aceitou convite do professor Tasso Corrêa, então diretor do Instituto de Belas Artes, e passou a ocupar as cátedras de Anatomia Artística e Paisagem. Casado com a pintora Amélia Pastro, dedicou grande parte de sua vida ao ensino. Revelou-se um ótimo professor, admirado pelos alunos e colegas como Ângelo Guido, João Fahrion, Fernando Corona, José Lutzenberger e Benito Castañeda. Tem obra no MAM, na Pinacoteca Aldo Locatelli e no MARGS.